# DVD-RAM

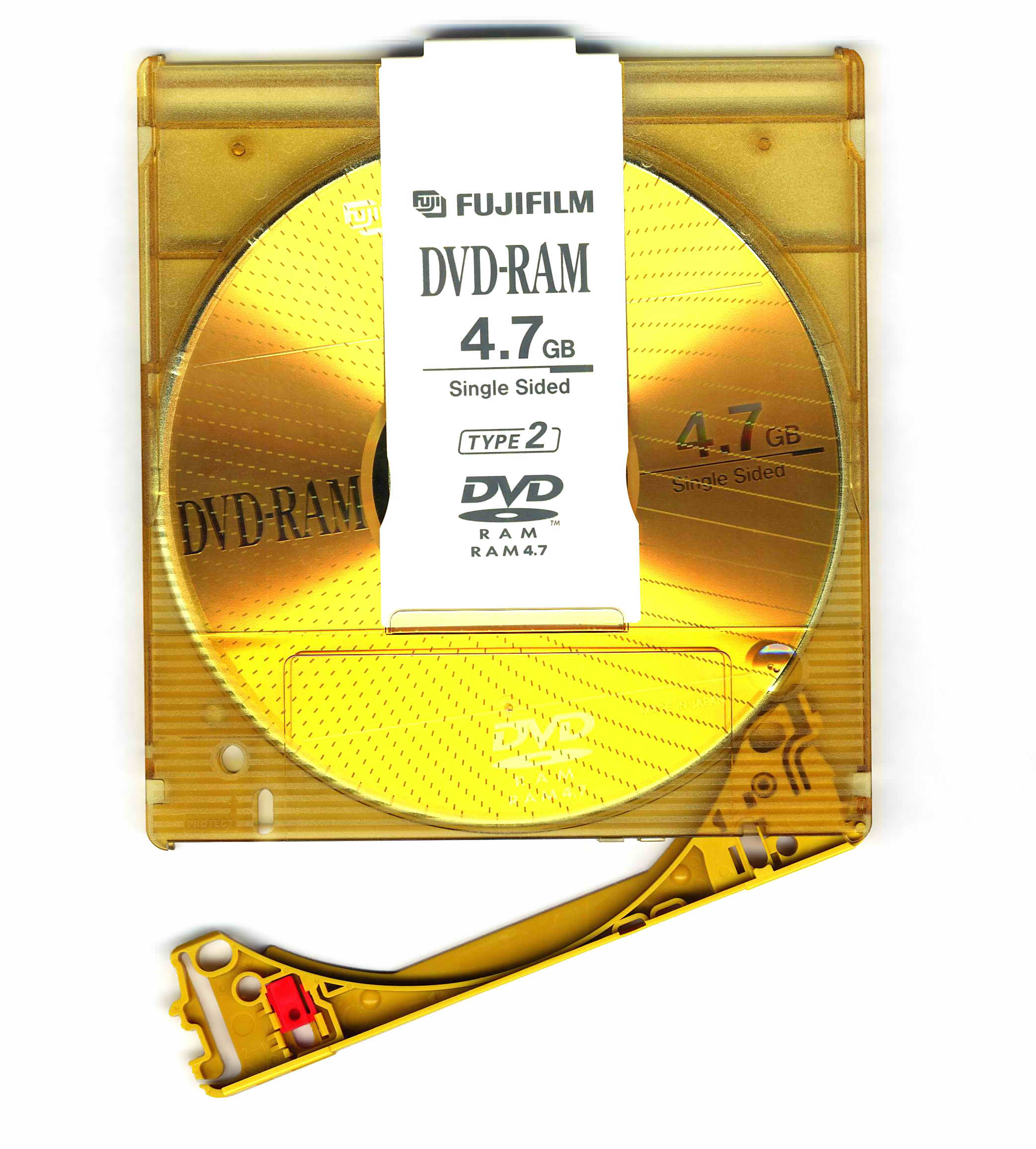
Диск DVD-RAM

DVD-RAM — перезаписуваний DVD диск, запропонований організацією DVD Forum. Для перезапису використовується технологія зміни фази (англ. phase change technology), завдяки якій DVD-RAM можуть бути порівняні зі зйомними жорсткими дисками, оскільки дані на DVD-RAM можуть бути перезаписані 100000 разів, на відміну від DVD-RW і DVD+RW, що допускають лише 1000 перезаписів. Перші DVD-RAM приводи ємністю 2,6 Гб (односторонні) і 5,6 Гб (двосторонні) з'явилися в продажі навесні 1998 року. Версія 2 DVD-RAM дисків ємністю 4,7 Гб з'явилася наприкінці 1999 року, а двосторонні диски ємністю 9,4 Гб — в 2000 року. DVD-RAM дисководи читають DVD-відео, DVD-ROM і всі види CD дисків.
Початково DVD-RAM диски випускалися тільки в захисних картриджах, однак, з недавнього часу на ринку з'явилися DVD-рекордери, здатні працювати з дисками без картриджів (а також приводи, що взагалі не підтримують диски з картриджами).

## Переваги DVD-RAM
- Довгий термін служби — за умови відсутності фізичних ушкоджень забезпечується як мінімум 30-літній строк зберігання даних (теоретично).
- Диски витримують до 100 000 циклів перезапису (DVD±RW тільки 1 000 циклів).
- Не потрібно спеціального ПЗ для запису дисків — доступ до дисків здійснюється як до звичайних змінних носіїв. Windows XP й Mac OS (8.6 або більше пізні версії) підтримують DVD-RAM безпосередньо; більше раннім версіям Windows потрібні драйвери для рекордера або InCD.
- Дуже швидкий доступ до маленьких файлів.
- Автоматична перевірка записуваних даних.
- Пластиковий картридж, що захищає диск від механічних ушкоджень.
- У відеорекордерах диски DVD-RAM можуть записуватися й проглядатися одночасно.
- Підтримка функції «time slip».
- Не потрібне закриття сесії.

## Недоліки DVD-RAM
- Диски типу 2 не завжди поставляються із захисними картриджами.
- Деякі DVD-рекордери не підтримують DVD-RAM.
- Більшість побутових DVD-плеєрів не підтримують DVD-RAM.
- DVD-RAM дорожчий за інші DVD.
- При записі великих обсягів даних DVD+RW може бути записаний швидше, ніж DVD-RAM.
- Нижча швидкість доступу у порівнянні з флеш-пам'яттю і жорсткими дисками.

## Дисководи й диски Panasonic
В 1998 році компанія Panasonic стала першою компанією, що випустила на ринок DVD-RAM приводи. Дисководи DVD-RAM компанії Panasonic читають як диски в адаптерах (caddy-based media), так і без них (caddyless media); для запису DVD-RAM диски обов'язково повинні бути вставлені в адаптер. Всі інші DVD й CD диски можуть бути прочитані без використання адаптера.